# Funiculaire de Graça

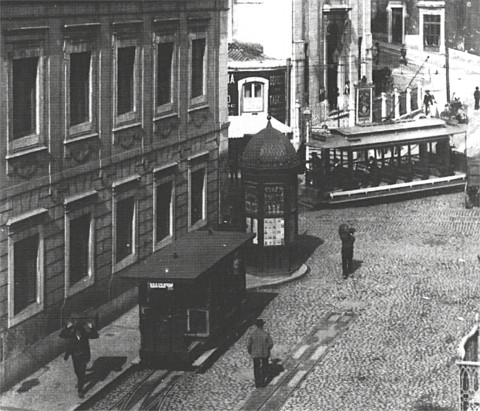
Station de base, 1904, avec un petit modèle de voiture ; un tramway Carris est visible en arrière-plan.

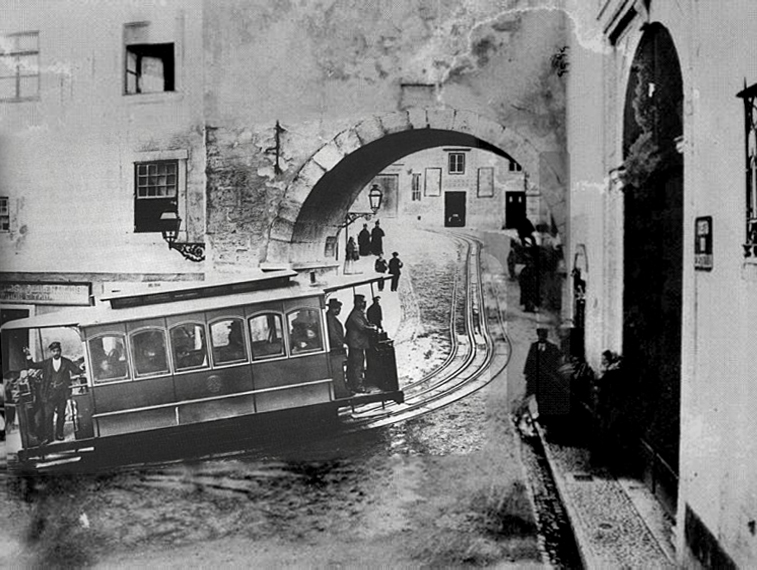
Voiture remontant le trottoir, jusqu'à Arco de Santo Andre : grand modèle.

Le Funiculaire de Graça (en portugais : Elevador da Graça ou Ascensor da Graça) était un moyen de transport mécanisé sur rails qui opérait à Lisbonne, au Portugal. Il reliait le Largo da Graça à la Rua da Palma, et a été conçu par l'ingénieur franco-portugais Raoul Mesnier du Ponsard, auteur de plusieurs autres funiculaires à Lisbonne et au Portugal. Sa construction débuta en 1889 et l'inauguration eut lieu le 27 février 1893.
Désinstallé en 1909, un nouveau funiculaire a été inauguré en 2024.

## Ancien funiculaire
Avec d'autres systèmes similaires dans d'autres parties de la ville, il a été construit et exploité par la Nova Companhia dos Ascensores Mecânicos de Lisboa.
Il a été conçu pour surmonter une pente de 75 m le long d'un parcours de 730 m; il fonctionnait via un système de câbles sous la voie, reliés par une rainure aux chariots. Les wagons, au nombre d'environ quatre, étaient de deux types, petits et grands modèles.
Sa désactivation a lieu en 1909, partiellement compensée par la ligne de tramway (écartement identique, 900 mm) en 1915,.

## Nouveau funiculaire
Le 12 mars 2024, le nouveau funiculaire de Graça a été inauguré. Ce nouveau système reliait également Martim Moniz au Largo da Graça, avec la gare terminale de Rua dos Lagares. Le funiculaire est prévu depuis 2009, dans le cadre du Plan d'accessibilité douce et assistée de la Colline de Castelo, avec une construction initialement prévue en 2016. Cependant, le début des travaux a été retardé en raison de la nécessité d'effectuer des études archéologiques sur le site, car des traces des murs fernandiens ont été trouvées, ce qui a entraîné une modification des plans. Les travaux ont démarré définitivement mi-2021, initialement prévus pour une livraison fin 2022 et une ouverture en 2023. Mais les travaux, retardés, n'ont été achevés qu'à l'été 2023. Le président d'EMEL de l'époque, Carlos Silva, a expliqué que ce retard était dû à la « pandémie et à la guerre en Ukraine », qui « ont eu un impact sur l'approvisionnement en matériaux de construction ».
Un trajet en funiculaire da Graça dure moins de 5 minutes. Les équipements montent et descendent silencieusement, contrastant avec les funiculaires et ascenseurs Carris qui ont plus d’un siècle d’histoire. La « capsule » ou cabine dispose d’une fenêtre panoramique, permettant aux passagers de profiter de la ville tout en montant ou en descendant. 14 personnes peuvent voyager à la fois.